# Adolph (Luxemburg)

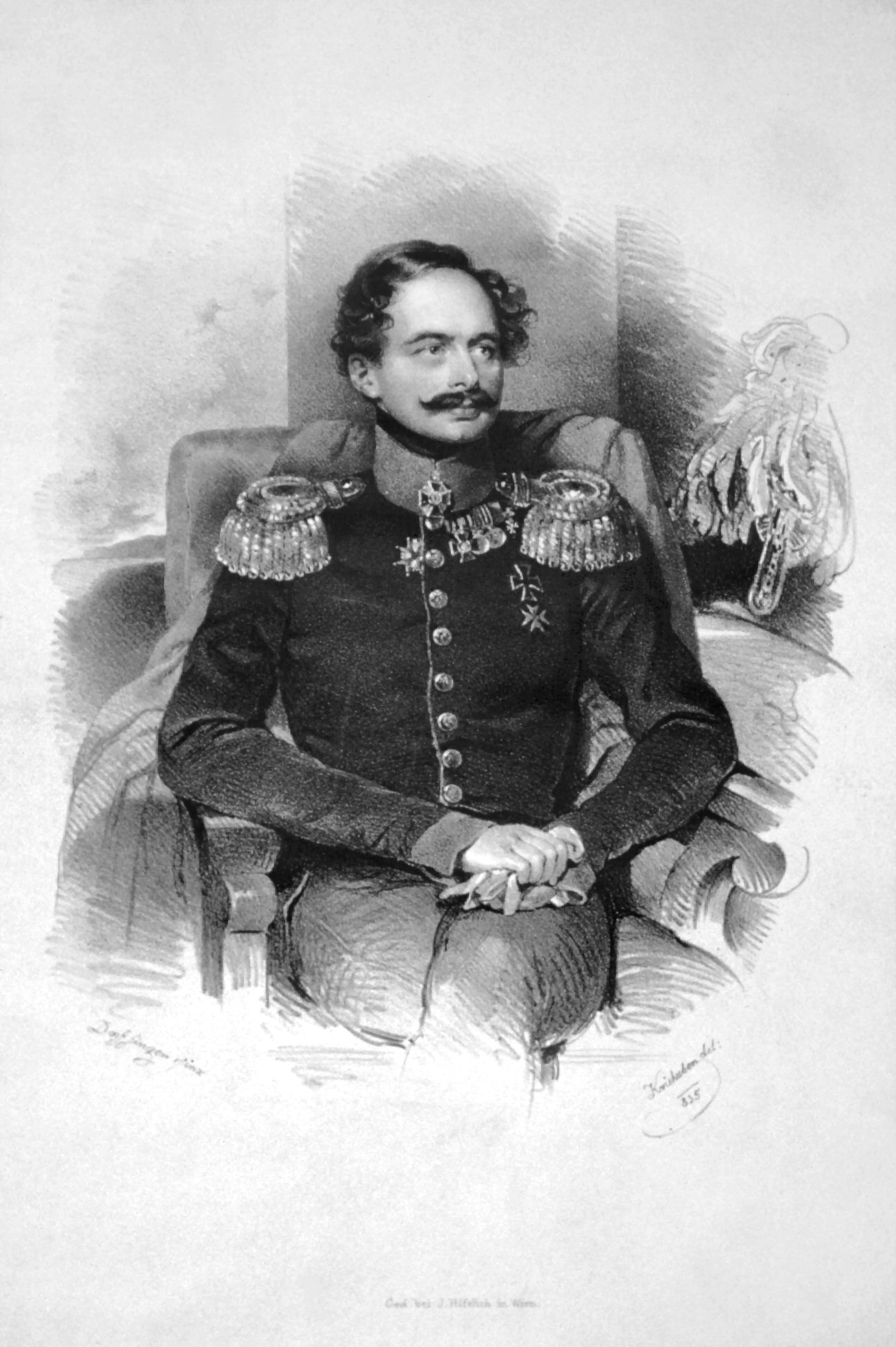
Herzog Adolph von Nassau, Lithographie von Josef Kriehuber nach Daffinger, 1835

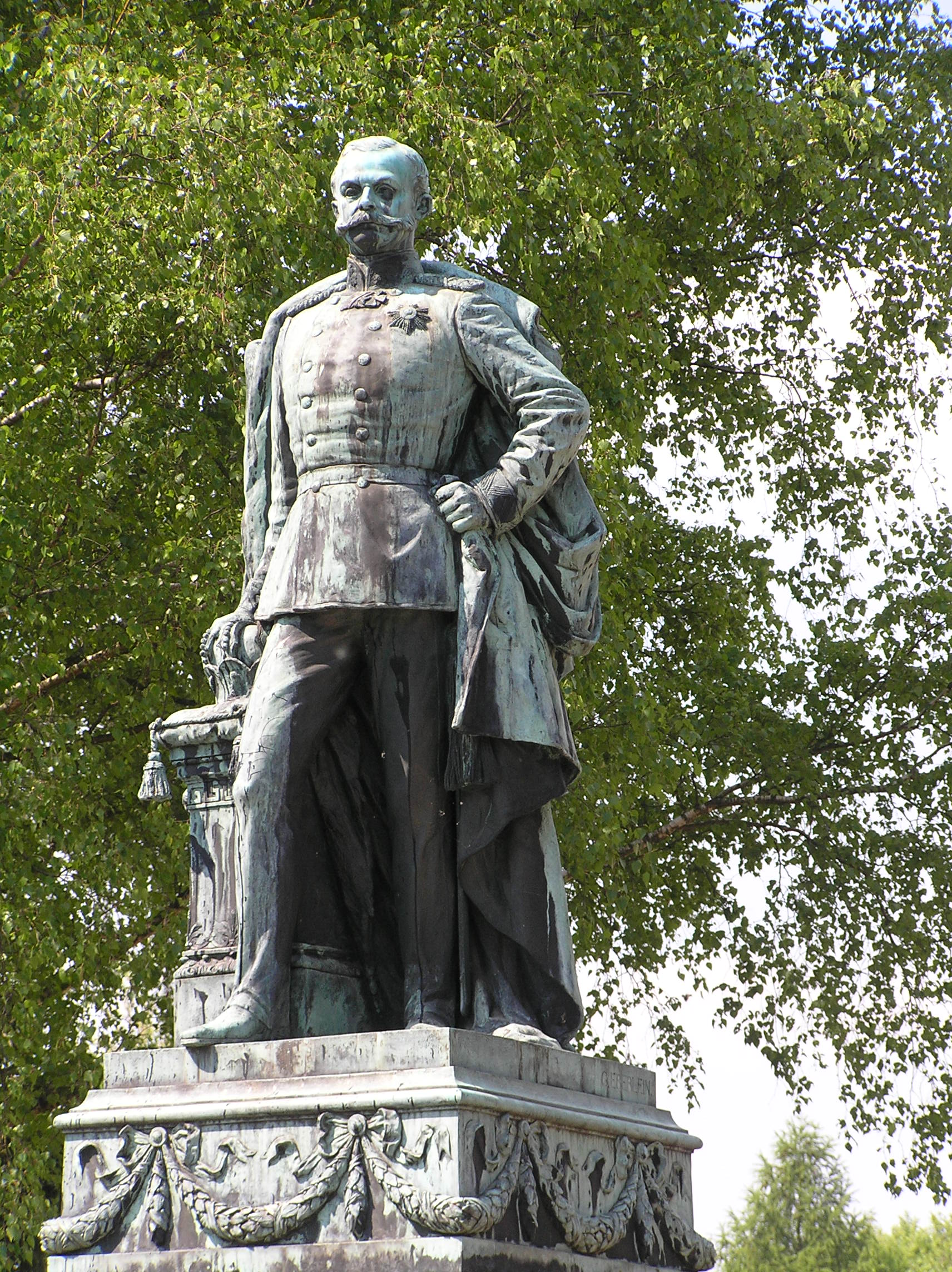
Herzog-Adolph-Denkmal in Königstein im Taunus

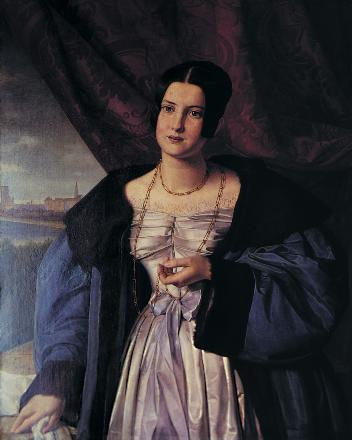
Großfürstin Elisabeth Michailowna Romanowa, die erste Ehefrau von Herzog Adolph

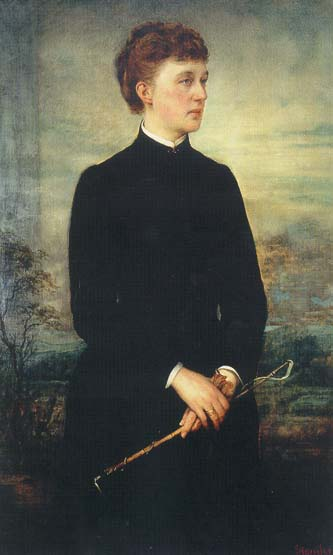
Prinzessin Adelheid von Anhalt-Dessau, die zweite Ehefrau von Großherzog Adolph

Adolph Wilhelm Carl August Friedrich von Nassau-Weilburg (* 24. Juli 1817 auf Schloss Biebrich in Biebrich; † 17. November 1905 in Schloss Hohenburg, Bayern) war von 1839 bis 1866 souveräner Herzog von Nassau und von 1890 bis zu seinem Tod souveräner Großherzog von Luxemburg.

## Familie
Adolph stammte aus der ersten Ehe von Herzog Wilhelm I. von Nassau (1792–1839), aus dem Haus Nassau-Weilburg, mit Prinzessin Luise von Sachsen-Hildburghausen (1794–1825), Tochter von Herzog Friedrich von Sachsen-Altenburg und Herzogin Charlotte von Mecklenburg-Strelitz.

## Leben
Erbprinz Adolph wurde auf Schloss Biebrich nach dem Muster des damals üblichen Gymnasialunterrichts erzogen. Erzieher waren unter anderem der Theologe Georg A. P. Lorberg und Christoph Resius. Ab 1832 übernahm der Major und Kammerherr Heinrich von Hadeln die militärische Erziehung Adolphs und seines Bruders Moritz sowie die persönliche Aufsicht über beide. Am 4. Mai 1832 wurde Adolph zum Leutnant in der 2. Kompanie des 2. Regiments der Herzoglich Nassauischen Armee ernannt, am 25. Februar 1835 zum Oberleutnant befördert.
Zum Jahresbeginn 1837 nahmen Adolph und Moritz in Wien ein Studium in Form von Privatvorlesungen auf und wurden dabei weiter von Hadeln beaufsichtigt. Die Leitung sowie die juristischen Bestandteile der Studien übernahm Carl Ernst Jarcke. Darüber hinaus kamen die beiden Prinzen in Wien gesellschaftlichen Verpflichtungen nach. Adolph entwickelte in dieser Zeit trotz seiner starken Kurzsichtigkeit eine Leidenschaft für das Reiten, die ihm auch im weiteren Leben erhalten bleiben sollte. Am 20. Mai 1839 endeten die Studien und der Aufenthalt in Wien.
Adolph übernahm nach dem Tod seines Vaters am 20. August 1839 als 22-Jähriger die Herrschaft über das Herzogtum Nassau. Mit vollem Titel führte er nach dem nassauischen Herzogs- noch mehrere Grafen- und Herrschaftstitel: „Pfalzgraf bei Rhein, Graf zu Sayn, Königstein, Catzenelnbogen und Dietz, Burggraf zu Hammerstein, Herr zu Mahlberg, Wiesbaden, Idstein, Merenberg, Limburg und Eppstein, etc etc“. In den Anfangsjahren seiner Herrschaft eher der Jagd und der Reiterei zugewandt und häufig auf Reisen im Ausland, entwickelte er sich zu einem sehr leutseligen und populären Herrscher. Zugleich galt er als beratungsresistent gegenüber seinen Ministern und geringschätzig gegenüber den Landständen.
In die Zeit seiner Regentschaft fielen unter anderem der Eisenbahnbau, die Entwicklung des Kurbetriebes in Wiesbaden und den anderen Badeorten des Herzogtums sowie die Industrialisierung mit der Errichtung großer Fabriken in Biebrich und Höchst. 1840 gründete der Herzog die „Herzoglich Nassauische Landes-Credit-Casse“, aus der später die Nassauische Sparkasse hervorging.
Der preußische König Friedrich Wilhelm IV. ernannte Adolph am 23. März 1842 zum Chef des 5. Ulanen-Regiments. Seit 12. Juli 1855 bekleidete er zudem den Dienstgrad als General der Kavallerie in der Preußischen Armee und wurde am 22. März 1902 zum Generaloberst befördert.
Am 31. Januar 1844 heiratete Adolph Elisabeth Michailowna, Großfürstin von Russland. Nachdem sie nur ein Jahr später im Alter von 19 Jahren bei der Geburt ihrer Tochter gemeinsam mit dem Kind gestorben war, ließ Adolph unter Verwendung von einer Million Rubel aus der Mitgift seiner Frau auf dem Neroberg in Wiesbaden eine prunkvolle Grabkapelle errichten.
Adolph war eigentlich in der Tradition seines Vaters streng konservativ und reaktionär, beugte sich aber dem Druck der Märzrevolution des Jahres 1848 und gab am 4. März den „Neun Forderungen der Nassauer“ statt, indem er den Bürgern des Herzogtums erstmals Bürgerrechte gewährte.
Am 23. April 1851 heiratete Adolph Prinzessin Adelheid Marie von Anhalt-Dessau. Aus dieser Ehe gingen fünf Kinder hervor.
Nassau stand im Deutschen Krieg von 1866 auf Seiten des Deutschen Bundes unter dem Vorsitz Österreichs und wurde nach dem Sieg Preußens von diesem annektiert. Herzog Adolph schied am 20. September 1866 aus dem Amt. Seiner Forderung, Eigentümer aller staatlichen Domänen zu werden, wurde nicht entsprochen. Nach langen Verhandlungen einigten sich Preußen und Adolph mit Vertrag vom 28. September 1867 auf eine Abfindung von 15 Millionen Gulden, verzinslich zu 4,5 %, sowie vier Schlössern (Schloss Biebrich, Schloss Weilburg, Jagdschloss Platte und dem Luxemburgischen Schloss in Königstein). Adolph hielt sich danach hauptsächlich in Wien und in Frankfurt am Main auf und reiste darüber hinaus viel. Er erwarb 1868 Schloss Hohenburg bei Lenggries in Oberbayern, wo er sich von 1869 bis 1904 jedes Jahr gerne zur Jagd aufhielt.
Im Jahr 1890 endete die Personalunion zwischen den Niederlanden und Luxemburg, da der niederländische König Wilhelm III. ohne männliche Nachkommen blieb und in Luxemburg – anders als in den Niederlanden – das salische Erbrecht galt. Adolph wurde – als Protestant in einem katholischen Land – Großherzog von Luxemburg. Diesen Titel stellte er als den höchstrangigen seiner großen Titulatur voran, danach folgten die Titel, die er schon als souveräner Herzog von Nassau geführt hatte: „Großherzog von Luxemburg, Herzog von Nassau, Pfalzgraf bei Rhein, Graf von Sayn, Königstein, Katzenelnbogen und Dietz, Burggraf von Hammerstein, Herr von Mahlberg, Wiesbaden, Idstein, Merenberg, Limburg und Eppstein“.
Im liberalen Luxemburg hielt er sich aus der Tagespolitik heraus. Im Jahr 1902 setzte er seinen Sohn Wilhelm als Statthalter ein, behielt sich aber wichtige Regierungsakte vor.
Als Adolph 1905 starb, war er mit 88 Jahren der älteste regierende Monarch in Europa. Er wurde entsprechend seinem eigenen Wunsch zunächst in der Familiengruft auf Schloss Hohenburg beigesetzt. Als das Großherzogshaus das Schloss verkaufte, wurde er 1953 in die Fürstengruft der Weilburger Schlosskirche umgebettet.

## Nachkommen
Aus der Ehe mit Elisabeth Michailowna Romanowa (1826–1845), Tochter von Großfürst Michael von Russland:
- Tochter (*/† 28. Januar 1845)

Aus der Ehe mit Adelheid Marie von Anhalt-Dessau (1833–1916), Tochter von Prinz Friedrich August von Anhalt-Dessau:
- Wilhelm Alexander (1852–1912), als Wilhelm IV. Großherzog von Luxemburg
- Friedrich (* 28. September 1854; † 23. Oktober 1855)
- Marie (* 14. November 1857; † 28. Dezember 1857)
- Franz Joseph Wilhelm (* 30. Januar 1859; † 2. April 1875)
- Hilda (1864–1952) ⚭ Großherzog Friedrich II. von Baden

Der seit dem Jahr 2000 als Großherzog von Luxemburg amtierende Henri von Nassau ist der Ururenkel von Adolph von Luxemburg.

## Ehrungen
Die Adolphe-Brücke in der Stadt Luxemburg wurde nach ihm benannt.